# Sport Club Corinthians Alagoano
Sportklub Corinthians Alagoano eller Corinthians Alagoano, som de normalt kaldes, er et brasiliansk fodboldhold fra Maceió i Alagoas, der blev grundlagt den 4. april 1991.
Klubbens hjemmebane er Nelsão stadion, med en kapacitet på 10.000.

## Historie
Den 4. april 1991 blev klubben grundlagt. Fire år senere, i 1995, konkurrerede klubben i Campeonato Alagoano Anden Division, som klubben vandt uden at miste en enkelt kamp. Klubben fik ret til at spille i første division året efter, men holdets bestyrelse foretrak at blive i anden division.
I 1997 sluttede klubben et partnerskab med den portugisiske klub Benfica. Klubben spillede igen i Campeonato Alagoano Second Division. Corinthians Alagoano vandt igen uden at miste en enkelt kamp, og blev forfremmet til Første Division.
I 2004 vandt Corinthians Alagoano sit første statsmesterskab efter at have besejret Coruripe i finalen. I samme år blev klubben igen elimineret i første fase af Campeonato Brasileiro Tredje Division og sluttede sidst i sin gruppe.

## Spillere
Oversigten er opdateret til og med 6. juli 2019
| Nr. | Land      | Position | Spiller                |
| --- | --------- | -------- | ---------------------- |
|     | Brasilien | FO       | Buiú                   |
|     | Brasilien | FO       | Selmo Lima             |
|     | Brasilien | FO       | Edson                  |
|     | Brasilien | FO       | Gustavo                |
|     | Brasilien | MI       | Ataliba[kilde mangler] |
|     | Brasilien | MI       | Pio                    |

| Nr. | Land      | Position | Spiller   |
| --- | --------- | -------- | --------- |
|     | Brasilien | MI       | Johnny    |
|     | Brasilien | MI       | Robson    |
|     | Brasilien | MI       | Edson Sá  |
|     | Brasilien | AN       | Reinaldo  |
|     | Brasilien | AN       | Leo Macaé |
|     | Brasilien | AN       | Zé Carlos |

## Titler
- Campeonato Alagoano : 2004
- Campeonato Alagoano Anden Division: 1994 og 1997

## Hymne
Klubbens hymne blev komponeret af Antônio Guimarães. Det blev sunget af Carlos Moura.